# 脚注
脚注，又名注脚（德語：Fußnote），是读书所做的笔录、见解、体会、看法、观点、心得、感想的总称。脚注分为：头注、侧注、后注、割注、分注。

## 文化渊源
对书籍或文章进行評注，是中华文化重要形式，具有浓厚的汉文化特色。評注的诞生与中国古代书籍的格式密切相关，汉字书籍在古代一律竖着写，行与行之间留有空隙，板框的上方也有空白，于是读者在阅读之后就有地方可以校勘札记和书写读书心得感想，稱為眉批。对于儒家、道家、佛家经典书籍，評注内容非常严肃，而对于小说野史，则轻松幽默富有意趣，虽然小说野史的評注也有严肃、感慨、沉痛的笔墨，但是轻松、愉快、诙谐调侃的笔墨见多。儒释道经典的評注多是自己叙述自己阅读后的感受，例如：郑玄注《周礼》、何休注《春秋公羊传》、王弼注《周易》、杜预注《左传》、何晏注《论语》、《朱熹批点本四书五经》、曹操、南梁孟氏、李筌、杜佑、杜牧、陈皞、贾林、梅尧臣、王皙、何延锡、张预的南宋书籍《十一家注孙子》、乾隆帝的《御批资治通鉴》；但是小说野史却有读者与作者的对白，与作者对话，与小说野史的人物角色对话，例子有：《蔡元放批点本东周列国志》、《毛宗岗批点本三国演义》、《金圣叹批点本水浒传》、《金圣叹批点本西厢记》、《张竹坡批点本金瓶梅》、《李贽批点本西游记》、《脂砚斋批点本红楼梦》（《脂砚斋重评石头记》）。

## 格式
脚注的格式有时候是零散的、即兴的、偶然的、信笔成文的，因此它并不是有章法的、系统的、全面的、学术论文式样的行笔条理清晰。脚注不同于论文，有对于原文若干字句、词语、典故、暗示、比喻等文笔的疏通和讲解。

## 名人与脚注

### 古中国
唐朝诗人李贺的笔记是一个布袋，每次他出行，总是先背上布袋，有了灵感，挥笔将诗句写在纸条之上，再装入布袋之中，晚上回到家中再整理成篇。
唐朝诗人白居易把自己所见、所闻、所感都装在自己书房里不同标签的陶罐中，每隔一段时间才把它们倒出来，整理成文章，其《白氏六帖》就是这样写成的。
元朝作家陶宗仪，每天去田野里劳动时，随身带着书籍笔砚，休息的时候坐在树下面看书，把所感写在树叶上，10多年里，他的树叶装了数缸，后来整理，写成了《南村辍耕录》。
清朝末年诗人龚自珍用竹簏装笔记，1839年，龚自珍辞官回到故乡杭州，之后返回北方，8个多月里，他走了九千多里路，旅途中，他把诗稿、笔记装入竹簏里，后来把三百一十五首诗稿整理成《己亥杂诗》。

### 俄罗斯帝国
1890年，作家契诃夫到流放犯人的库页岛进行调查，用卡片记录下了10000名流放犯和移民的生活，他对一位青年作家说：“我用笔记记下我的一切见解和印象，本子中，还没有利用的材料，就足够我写5年了。”

### 古意大利
达·芬奇把本子繫在腰带，随时随地记录自己的心得体会、研究成果、所见所闻、创作设想，他去世的时候，人们还在他的腰带上发现了好几本本子。